# Elles Bailey

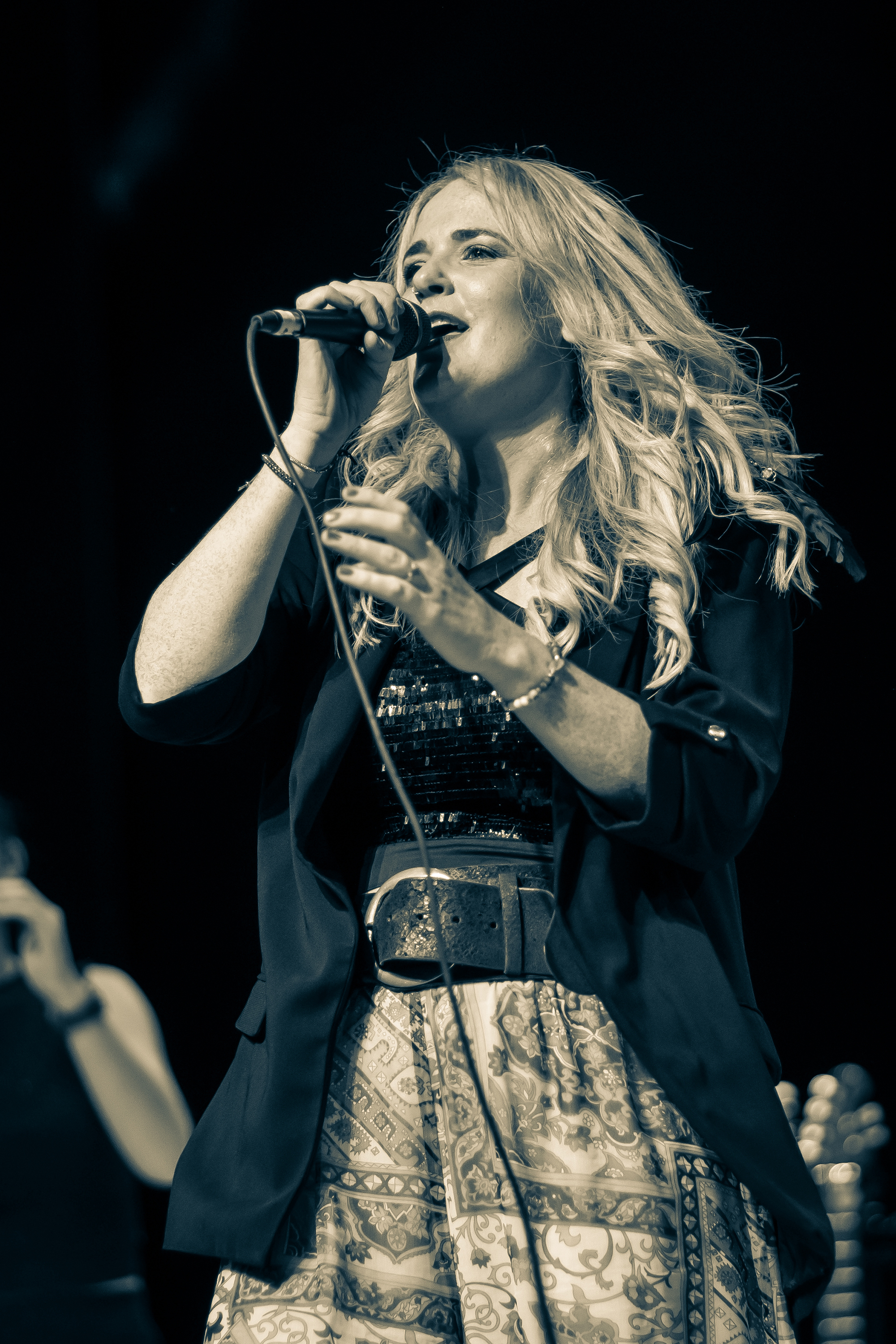
Elles Bailey (5. Februar 2023)

Elles Bailey (* in Bristol) ist eine britische Singer-Songwriterin. Ihre Roots- und Blues-basierte Musik erhält durch ihre rauchige Stimme eine besondere Note. Zu ihren Vorbildern zählt sie insbesondere Janis Joplin.

## Biografie
Mit drei Jahren erkrankte Elles Bailey an einer Lungenentzündung und musste 17 Tage durch einen Tubus beatmet werden, womit sie ihre rauchige Stimme erklärt.
Erste Auftritte hatte sie in Bristol und Umgebung. Sie trat im Vorprogramm von Musikern wie Wille and the Bandits und Jo Harman auf. 2015 erschien ihre erste EP Who Am I To Me, 2016 gefolgt von Elberton Sessions, beide produziert von Brian Banks, der an Michael Jacksons Album Thriller mitgewirkt hatte.
2017 erschien Baileys erstes Album Wildfire, aufgenommen in den Blackbird Studios in Nashville, Tennessee. Auch das zweite Album Road I Call Home (2019) wurde überwiegend in Nashville eingespielt.
Während der COVID-19-Pandemie stellte Bailey eine Reihe von live eingespielten Coversongs ins Internet, die 2022 unter dem Titel Ain’t Nothing But als Album zusammengestellt wurden. 2022 erschien auch Baileys drittes Studioalbum Shining in the Half Light, das komplett in England entstanden ist.

## Auszeichnungen
- 2020: Song of the Year (UK Americana Awards); Blues Artist of the Year, Blues Album of the Year (UK Blues Awards)[1]
- 2021: Blues Artist of the Year (UK Blues Awards)[3]
- 2023: Artist of the Year, Live Act of the Year (UK Americana Awards); Blues Artist of the Year, Blues Vocalist of the Year, Blues Album of the Year; Aufnahme in die UK Blues Hall of Fame (UK Blues Awards)[3]

## Diskografie

### Alben
- 2017: Wildfire
- 2019: Road I Call Home
- 2022: Ain’t Nothing But (Kompilation von live eingespielten Coversongs)
- 2022: Shining in the Half Light
- 2024: Beneath the Neon Glow

### EPs
- 2015: Who Am I To Me
- 2016: Elberton Sessions